# E.T.E.
La Escuela Técnica del Ejército o simplemente E.T.E. es un club de fútbol perteneciente al Ejército del Perú, fundado en 1981 y actualmente participa en la Copa Perú. Uno de los pocos clubes de Chorrillos que logró ascender a la Intermedia y a la Segunda Profesional.

## Historia
En 1984 logró el segundo lugar del Interligas de Lima y disputó el creado torneo Intermedio B 1984 donde obtuvo uno de los cupos en la Segunda División de 1985, participó en dicho torneo hasta 1989. 
En estos periodos el E.T.E. tuvo la difícil misión de estar en los primeros puestos de la Segunda División logrando clasificar a la División Intermedia A (donde se juega con los últimos de la Zona Metropolitana de Primera) y tener chance de ascender en la Primera División Profesional aunque sin éxito.
Recentemente tuvo una participación en Interligas de Lima Metropolitana en el año 2009 llegando en las etapas eliminatorias. Al siguiente año sólo logró el tercer puesto sin acceso a las interligas de ese periodo. Por problemas internos no participó en el periodo 2011 lo que causó su descenso a la Segunda División de Chorrillos.
Durante el periodo 2011, E.T.E. logró estar entre los dos equipos mejores de la Segunda división de Chorrillos y ascender a la Primera División de Chorrillos para la temporada 2012. Para el año 2014 el club  E.T.E., alcanzó el sexto puesto de la liga. Para la temporada 2015 se coronó campeón de la Primera División de Chorrillos y logrando participar a las Interligas de Lima (Provincial de Lima) del mismo año. Al club, le tocó integrar el grupo 27. En su primer encuentro pierde por 2 - 3 contra Los Celestiales del Agustino. En la siguiente fecha empata 4 - 4 contra Sport 96 de Chaclacayo. Finalmente golea 6 - 0 al Deportivo Escorpión de Carabayllo en la última fecha y clasifica a la segunda fase. Durante en la segunda fase, E.T.E. fue eliminado del torneo por Cooperativa Bolognesi de Barranco, 3 - 1 en el partido de ida y luego en el retorno por 3 - 0.
El club logró alcanzar la cuarto puesto del Grupo B de la liga y sin chances de participar a las Interligas de Lima , para el 2016. En el presente año (2017), cambia su denominación a Club Deportivo E.T.E.. Pierde en la final del Grupo A, por 1 - 0 con Municipal, sin embargo logra el subcampeonato del Grupo. Actualmente se encuentra clasificado como mejor tercero al torneo de interligas, ya que en el puntaje tiene 13 puntos. En la definición del Grupo B, es entre Huracán La Campiña y Cultural Lima ambos con 11 de puntaje. El ganador del Grupo tendría 14 puntos y definirá el título con la segunda posición de clasificación contra Municipal. Mientras el otro equipo, rivalidará con E.T.E. por el mejor tercero. En la definición final, E.T.E. aplasta por 5 - 0 al Huracán La Campiña, consolida el tercer puesto y las clasificación a las interligas.
Después de derrotar por 3 - 0 a Nueva Juventud (Villa el Salvador) y una goleada histórica por 12 - 0 al Real Madrid (La Victoria), el club clasifica a la Segunda Fase de la Interligas de Lima. E.T.E. avanzó en el torneo de Interligas hasta la Fase N°5, donde fue eliminado.
Para la temporada 2018, el club logra el campeonato de la Serie B de la liga y la clasificación al grupo 3 del torneo de Interligas de la primera fase. Define el título del campeonato frente al Municipal, ganando 2 - 0. Con ello, se consagra nuevamente campeón de Chorrillos. Durante la primera fase del torneo de Interligas, consigue el liderato del grupo 3. Para la segunda fase elimina al Defensor Universal por 6 - 0 y 5 - 0, clasificando a la siguiente fase.

## Actualidad
Para la temporada 2023, el club modifica su nombre como Club Deportivo E.T.E.. Participa en la Primera División Chorrillana. En la quinta fecha del torneo, vence por 4 - 1 al Juventud Rangers y logra ubicarse en la quinta posición de la Serie B. Ya para la séptima fecha del campeonato pierde por 1 - 3 con el Huracán Chorrillos y se mantiene en el cuarto puesto.Finalmente el club no logra estar entre los dos primeros puestos para definir la liguilla final y los clasificados a las Interligas de Lima. 

## Datos del club
- Temporadas en Segunda División: 6 (1985-1990).

## Jugadores
- Julio Rivera
- Eduardo Arturo Vera
- Adrian Sánchez Sánchez
- Guillermo Machón Herrera
- Carlos Medrano Jiménez
- Carlos Velasquez Calagua
- Claudio Rios Rojas
- Juan Carlos Puicon Acha
- Carlos Grigoletto Ortega
- Carlos Valladolid Ticla
- Pedro Vives Vivanco
- La Rosa Céspedes
- Teodoro Surco Laos
- Juan Vives mora
- Jaime Tinoco Rodríguez
- Juan Napan Miranda
- Jhony Arancibia García
- Yorman valencia valdivia
- Junior Soto Gutiérrez
- Jose Mosquera Sanchez
- Fredy Sedano Gamarra
- Jhony Calderón Herrera
- Martin Carbonero Laguna
- Julio Cesar Incil Cabellos
- Ramon Rengifo Rivas

## Evolución de Uniformes
- Uniforme Titular: Camiseta Verde, pantalón verde y medias verdes.

#### Titular del 1981 al 1997
| Titular 1 | Titular 2 | Titular 3 | Titular 4 | Titular 5 | Titular 6 | Titular 7 |  |

#### Titular del 1998 al 2008
| Titular 1 | Titular 2 | Titular 3 | Titular 4 | Titular 5 | Titular 6 | Titular 7 |  |

#### Titular del 2009 al 2017
| Titular 1 | Titular 2 | Titular 3 | Titular 4 | Titular 5 | Titular 6 | Titular 7 |  |

#### Titular del 2018 al 2023
| Titular 1 | Titular 2 | Titular 3 | Titular 4 | Titular 5 | Titular 6 |  |

## Palmarés
- Interligas de Lima (1): 1984
- Primera Distrital de Chorrillos: 2009, 2015 y 2018.
- Segunda Distrital de Chorrillos: 2013.
- Subcampeón de la Primera Distrital de Chorrillos: 2007 y 2019.
- Subcampeón de la Segunda Distrital de Chorrillos: 2011.
- Cuarta posición, Serie B, Primera de Chorrillos: 2023.

## Enlaces
- Armas Futbolísticas
- Campeón Chorrillos 2009 (enlace roto disponible en Internet Archive; véase el historial, la primera versión y la última).
- Liga Distrital de Chorrillos 2012
- 1.ª Chorrillos 2015
- ETE campeón Distrital Chorrillos 2015
- Interligas de Lima 2015
- Foto 2014
- Foto 2015
- Fase 1 Grupos 2015
- Grupo 27 - Resultado Fase 1 - 2015
- Segunda Fase 2015
- Galería Histórica